# Ammattiministeri
En Finlande, un ammattiministeri ((fr) ministre professionnel) est un ministre qui est membre du gouvernement tout en étant Sans étiquette, c'est-à-dire qu'il n'appartient à aucun parti politique.
Le Conseil de la fonction publique est un conseil composé uniquement de ministres professionnels.

## Sources
- (fi) Cet article est partiellement ou en totalité issu de l’article de Wikipédia en finnois intitulé « Ammattiministeri » (voir la liste des auteurs).